# Paul Barbarin

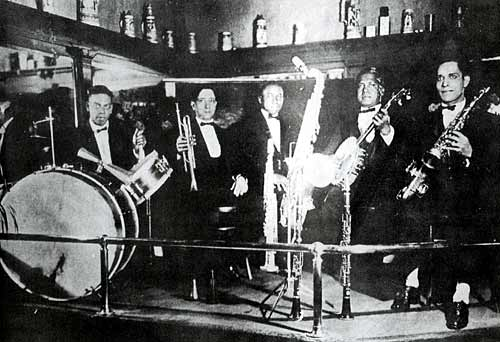
Tom Anderson's Cafe (Rampart Street), 1919. v.l.n.r.: Paul Barbarin, drum; Arnold Metoyer, trompet; Luis Russell, piano; Willie Santiago, banjo en Albert Nicholas, saxofoon & klarinet.

Adolphe Paul Barbarin (New Orleans, 5 mei 1899 – aldaar, 17 februari 1969) was een New Orleans-jazz-drummer, bandleider en componist. Hij was een van de beste jazzdrummers in de jaren vóór het tijdperk van de bigbands. Ook speelde hij vibrafoon.

## Loopbaan
Barbarin kwam uit een muzikaal gezin, zijn vader speelde verschillende instrumenten en ook zijn broers waren muzikaal actief: Louis Barbarin was eveneens een drummer. Paul Barbarin speelde aanvankelijk klarinet, maar stapte over op de drums toen hij een drumstel kon kopen. Hij speelde in verschillende New Orleans-bands en in 1917 ging hij naar Chicago, waar hij onder meer speelde met Jimmy Noone en enkele bands leidde. In 1923-1924 was hij terug in New Orleans waar hij bijvoorbeeld speelde in de Onward Brass Band, daarna werkte hij in Chicago bij King Oliver (1925-1927). In 1928 ging hij naar New York, waar hij tot 1932 speelde in de topband van Luis Russell. Hij was kort actief als freelancer en keerde daarna terug naar Russell, wiens groep enige tijd de back-up-band van Louis Armstrong was. Vanaf 1938 leidde hij zijn eigen groep in New Orleans en rond 1942 was hij enige tijd drummer bij Red Allen. Hierna leidde hij overwegend zijn eigen bands in zijn geboortestad, waaronder een reïncarnatie van de Onward Brass Band, die hij zelf nieuw leven inblies met klarinettist Louis Cotrell, Jr..
Barbarin overleed terwijl hij speelde op een Mardi Gras-parade.
De drummer nam als begeleider op met onder meer Oliver, Armstrong, Russell, Allen, Hoagy Carmichael en Jelly Roll Morton, Sidney Bechet, Johnny Wiggs, Thomas Jefferson. Als leider heeft hij vanaf de jaren vijftig verschillende platen gemaakt.

## Discografie (selectie)
- Streets of the City (1950), 504 Records, 2000
- Paul Barbarin and His Band, Storyville Records, 1951
- Sounds of New Orleans vol. 1 (ook een jamsessie van Percy Humphrey), 1954
- New Orleans Jamboree (1954), Hallmark, 2010 (mp3)
- In Concert 1951-1959, 504 Records, 1999
- Paul Barbarin and His New Orleans Band (1955), Atlantic Records, 1988
- Paul Barbarin's Bourbin Street, 1962
- Barbarin's Best at Dixieland Hall, 1964
- Onward Brass Band in Concert (1968), Jazz Crusade, 2000